# Luis Eduardo Pérez
Luis Eduardo Pérez y Pagola (Montevideo, gobernación del Río de la Plata, 12 de octubre de 1774 — Montevideo, Estado Oriental del Uruguay, 30 de agosto de 1841) fue un político y funcionario uruguayo que fue nombrado gobernador de la Provincia Oriental de 1827 a 1828, y luego de separarse definitivamente esta de las Provincias Unidas del Río de la Plata en este último año, pasó a ser el primer gobernador y capitán general provisorio del nuevo Estado Oriental del Uruguay por unos tres meses y posteriormente ocupando el puesto de presidente del Senado fue asignado por unos días como primer presidente interino de la república, entre el 24 de octubre de 1830 y el 6 de noviembre del mismo año.

## Biografía hasta la definitiva independencia uruguaya

### Origen familiar y primeros años
Luis Eduardo Pérez y Pagola había nacido el 12 de octubre de 1774 en la ciudad de Montevideo, capital del gobierno político y militar homónimo que estaba subordinado a la gobernación del Río de la Plata, la cual a su vez era una entidad autónoma del Virreinato del Perú.
Era hijo del teniente coronel Felipe Pascual Pérez Castellano (Montevideo, 17 de mayo de 1745 - ib., 9 de marzo de 1822), quien fuera varias veces regidor, héroe de las Invasiones Inglesas y cuyos padres fueran Bartolomé Pérez de Sosa (n. islas Canarias, 1715 - cuchilla Carreta Quemada, 27 de abril de 1807) y Ana María Castellano Mena (Santa Cruz de Tenerife, islas Canarias, 1726 - Montevideo, 25 de marzo de 1798). Felipe Pérez al enviudar contrajo segundas nupcias hacia 1792 con Francisca Ugarte (n. Buenos Aires, ca. 1760) con quien tuvo dos hijas pero que solo sobreviviera Ana Josefa Jacoba Pérez Ugarte (n. Montevideo, 25 de julio de 1794) y se casara en 1823 con el portugués José Baptista. Finalmente testó el 29 de diciembre de 1819 para fallecer estando ciego con casi 76 años de edad. Por ende, Luis Eduardo era un sobrino paterno de fray José Manuel Pérez Castellano.
Su madre era María de la Natividad Pagola y Burgues Carrasco de Melo-Coutinho (Montevideo, 9 de octubre de 1750 - ib., 18 de agosto de 1789), una prima segunda del patriota federal José Gervasio de Artigas y nieta materna de Jorge Burgues —el primer poblador civil de la nueva ciudad, regidor de 1727 a 1730 y alcalde ordinario de segundo voto del Cabildo de Montevideo en 1741— y de su cónyuge María Martina de Carrasco y Melo Coutinho, que era una tataranieta del fidalgo real luso-brasileño Juan de Melo Coutiño, y por ende, trastataranieta o chozna de Vasco Fernandes Coutinho "el Hijo", cuyo padre era el homónimo conquistador Vasco Fernandes Coutinho, siendo ambos respectivamente, segundo y primer gobernador donatario de la capitanía brasileña del Espíritu Santo, y por lo tanto, María Martina era una descendiente de la Casa de Manuel de Villena.
Tuvo diez hermanos bautizados en Montevideo pero fallecidos en la infancia, más tres que sobrevivieron: el segundogénito Vicente Simón Pérez Pagola (n. Montevideo, 27 de octubre de 1780) que se casó hacia 1809 con Juana de Calatayud, la menor Juana María Benita Pérez (n. ib., 16 de mayo de 1785), casada con su primo paterno Agustín Aldecoa Pérez, y Manuela Josefa Pérez Pagola (n. ib., 9 de febrero de 1784) que se unió en matrimonio en Montevideo el 3 de febrero de 1806 con Nicolás de Vedia, y con quien concibió a Julio de Vedia, futuro gobernador argentino del Territorio Nacional del Gran Chaco de 1872 a 1875, el coronel de artillería Joaquín de Vedia y Delfina de Vedia Pérez que se casaría con Bartolomé Mitre, quien fuera presidente de la República Argentina.

### Diputado durante el dominio luso-brasileño

#### Comienzos de la invasión portuguesa
Los portugueses desde el Virreinato del Brasil comenzaban en 1801 a ocupar territorios de las Misiones y de la Banda Oriental, como ser el Fuerte de Santa Tecla y Batoví, que hasta entonces formaban parte de la intendencia de Buenos Aires y a su vez del Virreinato del Río de la Plata.
La corte portuguesa, debido a la ocupación francesa de la metrópoli, se instaló en la ciudad de Río de Janeiro en 1808, y por lo cual el virreinato quedó elevado a la categoría de Reino del Brasil.

#### La Revolución de Mayo rioplatense
Luego de la Revolución de Mayo de 1810 y la formación de las Provincias Unidas del Río de la Plata, la Banda Oriental siguió formando parte de la intendencia de Buenos Aires. En 1811 los portugueses ocuparon el norte de la cuchilla de Santa Ana, las zonas de Melo y las del Fuerte de San Miguel, y con el apoyo de algunos unitarios porteños que querían deshacerse del caudillo federal Artigas, decidirían anexarse la totalidad de la región.
En la Asamblea Nacional General Constituyente de 1813, reunida en la ciudad de Buenos Aires, el caudillo federal José Gervasio de Artigas envió a los diputados delegados con las Instrucciones del año XIII en donde constaban los límites pretendidos de su provincia y los principios de independencia, república y federalismo.
En respuesta de tal petición el director supremo Gervasio Antonio de Posadas creó finalmente la «gobernación intendencia Oriental del Río de la Plata», el 7 de marzo de 1814 —que ya de facto existía por Artigas como Provincia Oriental— y el 9 de julio se nombró para el puesto de primer gobernador intendente a Nicolás Rodríguez Peña quien solo lo ocupara por casi dos meses, siendo sucedido por Miguel Estanislao Soler.
El 23 de junio del mismo año, las tropas enviadas por los patriotas de Buenos Aires al mando de Carlos María de Alvear, entraron en Montevideo poniendo fin a la dominación española en el Río de la Plata, luego de un sitio de dos años.

#### La Provincia Cisplatina luso-brasileña
Una vez derrotado el emperador francés Napoleón Bonaparte en Europa, los luso-brasileños lograron el reconocimiento mundial del nuevo Reino Unido de Portugal, Brasil y Algarve el 16 de diciembre de 1815, y de esta forma retomaron su operación de conquista en la nueva Provincia Oriental desde el 28 de agosto de 1816, cuando la vanguardia del ejército de Carlos Federico Lecor, y comandado por el mariscal Pintos de Araujo Correa, ocupara la Fortaleza de Santa Teresa, ubicada en la costa atlántica de la provincia rioplatense, la cual terminó siendo totalmente invadida por fuerzas luso-brasileñas que conquistaran la mayor parte del territorio provincial el 20 de enero de 1817, con la capitulación de Montevideo. De esta forma, el territorio fue renombrado por los invasores como Provincia Cisplatina. 
En el año 1819 los luso-brasileños que ocupaban de forma efectiva el territorio meridional del río Negro y la orilla oriental del río Uruguay, terminaron por dominar en 1820 la cuenca del Tacuarembó que era el territorio residual de aborígenes charrúas artiguistas. Tras el hecho consumado por parte de los invasores, se buscó la incorporación «de derecho», por lo cual era necesario reunir una asamblea para que votasen la unión con el reino luso-brasileño.
En este período, fue nombrado diputado por el departamento de San José desde el 3 de julio de 1821, y como tal, formó parte del Congreso Cisplatino entre el 15 y el 31 del corriente, en donde dio su voto a favor de la incorporación al reino portugués, por razones de fuerza mayor, entre los que se encontraba Fructuoso Rivera quien era favorable a las tropas de ocupación.

#### Anexión al nuevo imperio y la Cruzada Libertadora
Cuando se proclamó la independencia brasileña de Portugal, para constituirse en imperio, Rivera y Juan Antonio Lavalleja estuvieron a favor de Carlos Federico Lecor, firmando el acta de aclamación y reconocimiento del emperador Pedro I de Brasil, el 17 de octubre de 1822. El presidente argentino Bernardino Rivadavia envió al diplomático Valentín Gómez a Río de Janeiro el 15 de septiembre de 1823, para que entregase un memorándum en donde se sostenía que en ningún momento la Provincia Oriental había dejado de pertenecer al territorio rioplatense.
De esta manera, en enero de 1825, comenzó a prepararse la Cruzada Libertadora de los Treinta y Tres Orientales con financiamiento del gobierno de la provincia de Buenos Aires y varios ricos comerciantes y hacendados bonaerenses como Miguel Riglos y Ramón Larrea, que contribuyeron ambos con 1.000 pesos duros o bien 8.000 reales, Julián Panelo de Melo, Félix de Álzaga y Juan Pedro Aguirre, cada uno con 500 pesos duros o bien 4.000 reales, y Mariano Fragueiro con 300 pesos de plata o bien 2400 reales, entre otros.
Mientras tanto y al enterarse de aquello, Luis Pérez Pagola se dirigió a su estancia próxima a la villa de San José para esperar a Lavalleja, a cuyas fuerzas se incorporó de manera inmediata. Seguiría ocupando el puesto de diputado hasta principios de junio de 1825, fecha que volvería a ser reelecto en el cargo por San José.

### Gobernador rioplatense de la Provincia Oriental y la Guerra del Brasil
Luego del desembarco el día 19 de abril de 1825 en la Playa de la Agraciada, un arenal estrecho y bajo sobre el río Uruguay, de la expedición de los Treinta y Tres Orientales que estaba al mando de Juan Antonio Lavalleja y Manuel Oribe, se logró el objetivo de expulsar al ejército del Imperio del Brasil, consiguiendo así la liberación de la Banda Oriental.
Consecuentemente y siendo todavía diputado por San José, Luis Eduardo Pérez fue nombrado vicepresidente del Primer Congreso Patrio celebrado el 14 de junio de 1825 en la villa de Florida, en el cual se hizo la declaratoria unánime por la independencia de la Provincia Oriental con respecto al Imperio brasileño, así como su reincorporación a las Provincias Unidas del Río de la Plata, por lo cual como vicepresidente firmó el acta el día 25 de agosto.
Al conseguir las fuerzas orientales las victorias de las batallas del Rincón de Haedo del 24 de septiembre y de Sarandí del 12 de octubre del mismo año, el Congreso General Constituyente en Buenos Aires reconoció por ley del 24 de octubre de 1825 la reincorporación, al aprobar los diplomas de Javier Gomensoro como diputado electo por la provincia, lo que trajo como consecuencia que el Imperio brasileño declarase la contienda bélica en diciembre, produciéndose de esta manera la Guerra del Brasil.
Los problemas económicos argentinos provocados por el bloqueo del puerto de Buenos Aires, obligaron a negociar un acuerdo de paz, por lo cual el presidente Bernardino Rivadavia envió al diplomático Manuel José García para firmar un tratado que luego sería conocido como el «tratado deshonroso», ya que reconocía la soberanía del imperio sobre la Provincia Oriental, además de comprometerse a pagarle a Brasil una indemnización de guerra. Dicho convenio fue rechazado el 25 de junio de 1827 por el Congreso Constituyente y por el presidente Rivadavia, que por lo cual presentaría su renuncia dos días después.
Casi tres meses después, el legislador Luis Pérez fue nombrado gobernador delegado de la Provincia Oriental desde el 12 de octubre de 1827 hasta el 27 de agosto de 1828, bajo el gobierno bonaerense de Manuel Dorrego, quien ejercía también el Poder Ejecutivo Nacional de las provincias argentinas.
El conflicto armado continuó hasta el 28 del corriente, cuando el gobierno de Dorrego llegó a una «Convención Preliminar de Paz» en Río de Janeiro, en la que participaron Argentina, Brasil y el Reino Unido de Gran Bretaña e Irlanda, en donde se disponía la independencia provincial y el cese de las hostilidades, quedando confirmada el 4 de octubre del mismo año en Montevideo.

## Gobernador provisorio y presidente interino de Uruguay
Después de independizarse definitivamente de aquella incipiente nación, pasó a ser nombrado brevemente como el primer gobernador y capitán general provisorio del nuevo Estado Oriental del Uruguay, desde el 27 de agosto de 1828 hasta el 1 de diciembre del mismo año.
Fue integrante de la Asamblea Constituyente encargada de redactar la primera Constitución del Uruguay el 28 de junio de 1830, y en las primeras elecciones que tuvo Uruguay el 8 de agosto del mismo año, fue elegido presidente del Senado en la que fue la primera legislatura de esa cámara.
Al asumir su cargo legislativo, debió ejercer en el mismo año la primera presidencia interina de Uruguay durante un breve período, desde el comienzo de la vida democrática del país el 24 de octubre hasta el 6 de noviembre, en que se dio la asunción del que había sido elegido primer presidente constitucional, el general colorado Fructuoso Rivera.

### Presidente del Senado uruguayo y diputado
Al culminar su breve interinato en el Poder Ejecutivo uruguayo el 1 de diciembre de 1830 —fecha que fue brevemente suplantado por el legislador Joaquín Suárez y a su vez por el general argentino José Rondeau, el día 22 del corriente— Luis Pérez prosiguió en el cargo de presidente del Senado que había sido elegido hasta el 1 de marzo de 1833, año que pasó a ocupar nuevamente el puesto de diputado por el departamento de San José, hasta el 20 de mayo de 1834. Posteriormente fue reelecto presidente del Senado en el año 1840 hasta su deceso.

### Fallecimiento
El legislador Luis Pérez finalmente fallecería el 30 de agosto de 1841 en la ciudad de Montevideo, capital del nuevo Estado Oriental del Uruguay, y en plena Guerra Grande. El Gobierno uruguayo decretó grandes honores a sus restos mortales.

## Matrimonio y descendencia
Luis Eduardo Pérez y Pagola se había unido en matrimonio en la villa de San José el 24 de marzo de 1821 con Petrona Verde Martínez (n. San José, gobernación de Montevideo de la intendencia de Buenos Aires, Virreinato del Río de la Plata, 30 de enero de 1803), una hija de Turio Verde (n. Medina de Rioseco, España, 10 de febrero de 1768) y de su esposa desde el 16 de noviembre de 1799, Josefa Manuela Martínez (n. León, España, 1772), quienes con sus padres —Francisco Agustín Verde Cañizo con Rosa María Miguel Fernández y Juan Martínez con Magdalena García, respectivamente— habían pasado a la América española con el objetivo infructuoso de poblar los establecimientos de las costas patagónicas y luego fueran destinados a la citada San José, en la Banda Oriental.
Del enlace entre Luis Pérez y Petrona Verde hubo cinco hijos:
- María Natividad Pérez Verde[5] (n. San José, 27 de mayo de 1822).
- Adolfo Bernabé Pérez Verde[5] (n. ca. 1823).
- Eduardina Pérez Verde[5] (n. ca. 1824).
- María Manuela Pérez Verde[5] (n. 8 de mayo de 1825).
- Luis Eduardo Pérez Verde[5] (n. 1827).